# Ines Schwerdtner
Ines Schwerdtner (ur. 26 sierpnia 1989 w Werdau) – niemiecka dziennikarka i działaczka polityczna, od października 2024 r. współprzewodnicząca partii Die Linke. Deputowana do Bundestagu z ramienia Die Linke (od 2025).

## Życiorys
Urodziła się w Saksonii, jednak jeszcze w dzieciństwie przeniosła się z rodziną do Hamburga. Jak sama podaje, jej rodzice stracili pracę po zjednoczeniu Niemiec i musieli przeprowadzić się w poszukiwaniu nowej. W latach 2009–2014 uzyskała stopień licencjata w zakresie nauk politycznych i w zakresie filologii angielskiej na Wolnym Uniwersytecie w Berlinie. W 2019 r. ukończyła studia magisterskie w zakresie nauk politycznych na Uniwersytecie Goethego we Frankfurcie nad Menem. W latach 2014–2019 była koordynatorką redakcji pisma Das Argument. Publikowała również w innych mediach. W latach 2020–2023 pełniła funkcję redaktor naczelnej niemieckiej odsłony magazynu Jacobin, którą sama współtworzyła.
Od 2007 r. sympatyzowała z partią Lewicy (Die Linke). Jesienią 2022 r. była wśród założycieli ruchu politycznego Genug ist Genug, protestującego przeciwko podwyżce cen i kosztów życiach, do jakiej doszło w okresie rządów Olafa Scholza. Wcześniej była również aktywna w ruchach lokatorskich, na rzecz dostępności mieszkań. Latem 2023 r. wstąpiła do partii Lewicy. W październiku 2024 r. została wybrana, razem z Janem van Akenem, na współprzewodniczącą partii.
W wyborach do Parlamentu Europejskiego w 2024 r. bez powodzenia ubiegała się o mandat z listy Die Linke. W 2025 r. w wyborach parlamentarnych w Niemczech zdobyła mandat deputowanej w okręgu jednomandatowym Berlin-Lichtenberg.
Prywatnie jest związana z politykiem Komunistycznej Partii Austrii Robertem Krotzerem.